# ルイトポルト・イン・バイエルン
ルイトポルト・エマヌエル・ルートヴィヒ・マリア・イン・バイエルン（Luitpold Emanuel Ludwig Maria Herzog in Bayern, 1890年1月30日 - 1973年1月16日）は、ドイツ・バイエルン王家の傍系バイエルン公爵家（Herzog in Bayern）の公子。美術史家。

## 生涯
バイエルン公マックス・エマヌエルとその妻でザクセン＝コーブルク＝ゴータ公子アウグストの娘であるアマーリエの間の第3子、三男として生まれた。1893年に父を、翌1894年に母を相次いで亡くしたため、伯父のカール・テオドールの後見を受けて育つ。ミュンヘン大学で哲学と美術史学の研究にいそしみ、ハインリヒ・ヴェルフリンに師事した。1922年、ヴェルフリンの指導下で「中世後期におけるフランケン地方のタペストリー制作（Fränkische Bildwirkerei im Spätmittelalter）」と題した学位論文を執筆し、人文学博士号を受けた。
1911年より、ロッタハ＝エーゲルンとクロイトの間に位置するリングベルク（Ringberg）に、新しい城の建設を始めた。以後、60年以上にわたるリングベルク城の建設資金を捻出するため、ルイトポルトは私財をつぎ込んだのみならず、親兄弟や親族から相続したビーダーシュタイン城やポッセンホーフェン城、およびそれらの城館に付属する広大な庭園と地所を売却した。第2次世界大戦後には、ポッセンホーフェンに所有していた広範囲にわたる森林およびカルヴァリエンベルク（Kalvarienberg）の地所を手放した。生涯独身を通し、城の完成を見ることのないまま1973年に82歳で死去した。遺骸は荼毘に付され、骨壺はリングベルク城礼拝堂（Ringbergkapelle）に納められた。
生前に結ばれていた相続協定に基づき、相当額の維持費を必要とするリングベルク城はマックス・プランク研究所（MPG）に遺贈された。その後、MPGおよびミュンヘン再保険会社など他の後援者の資金提供により、リングベルク城は最終的に完成を見た。現在、同城はMPGのゲストハウスとして利用されている。

## 引用
1. ↑  Norbert Nemec: Erzherzogin Maria Annunziata (1876-1961): Die unbekannte Nichte Kaiser Franz Josephs I., Böhlau Verlag Wien 2010, S. 107
2. ↑  ルイトポルトはヴィッテルスバッハ家の門流の1つプファルツ＝ゲルンハウゼン家の最後の男系子孫であった。